# الزير سالم (مسرحية)
الزير سالم مسرحية درامية تاريخية عرضت عام 1985 من تأليف الكاتب المسرحي المصري ألفريد فرج ومن إخراج حمدي غيث ، وتمثيل: نبيل الحلفاوي ، ثريا إبراهيم، فايق عزب، خليل مرسي، أحمد فؤاد سليم.